# Etelvardo (historiador)
Etelvardo (Æthelweard ou Ethelward), (morto c. 998) descendente do rei anglo-saxão Etelredo de Wessex, irmão mais velho de Alfredo, o Grande, foi um ealdormano e autor de uma versão latina da Crônica Anglo-Saxônica conhecida como Crônica de Etelvardo (Chronicon Æthelweardi).

## Carreira
As primeiras cartas que citam Etelvardo como tano surgiram após a subida ao trono de Eduíno, em 955, provavelmente porque ele fosse irmão da esposa do rei, Edgiva, embora o relacionamento não seja comprovado. O casamento foi anulado por consanguinidade, e a posição de Etelvardo foi ameaçada quando Eduíno morreu em 959 e foi sucedido por seu meio-irmão Edgar, que era hostil à facção associada a Eduíno. Etelvardo sobreviveu, embora não tenha sido nomeado para o cargo de ealdormano até depois da morte de Edgar. Na visão de Shashi Jayakumar, "Alguém recebe a impressão de que Etelvardo jogou suas cartas no reinado de Edgar, talvez pisando cautelosamente e exibindo a mesma discrição enlouquecedora que se encontra em sua Crônica.
Etelvardo assinou como duque ou ealdormano em 973, e recebeu a primazia entre os ealdormanos após 993. Continuou a testemunhar até 998, período em que sua morte pode ter ocorrido. O domínio territorial de Etelvardo estava sobre as "províncias ocidentais" do país, provavelmente a península sudoeste da Grã-Bretanha. Seu irmão Elfueardo, um membro da família real, ou funcionário doméstico, continuou a assinar como ministro até 986.
Em 991, Etelvardo associou-se ao arcebispo Sigerico na conclusão de um tratado de paz com os vitoriosos viquingues da batalha de Maldon, e em 994 foi enviado juntamente com o bispo Alfege de Winchester para fazer a paz com Olavo Tryggvason, em Andover, Hampshire.
Etelvardo foi amigo e patrono de Elfrico de Eynsham, que no prefácio de sua Vidas dos santos, em inglês antigo, dedica-a a Etelvardo e a seu filho Etelmar.

## Família
Na introdução de sua crônica latina Etelvardo afirma descender do rei Etelredo, enquanto que no Livro IV ele chama Etelredo de seu atavus, depois usa o mesmo termo para descrever a relação entre a receptora da crônica, Matilde, abadessa de Essen, e seu trisavô, rei Alfredo. De acordo com Patrick Wormald, Etelvardo pode ter mencionado que Etelredo era seu bisavô, trisavô, tetravô ou apenas ancestral, mas Sean Miller especifica o trisavô. Em 957, o rei Eduíno, bisneto do irmão do rei Etelredo, Alfredo, o Grande, foi obrigado a divorciar-se da provável irmã Edgiva de Etelvardo por motivos de consanguinidade.
Postulou-se que Etelvardo e seus irmãos Elfueardo, Edgiva e Elfuaru eram filhos de Edrico, ealdormano de Hampshire. Esta identificação baseia-se em posses de Edgiva de propriedade de Risborough, que tinha pertencido à mãe de Edrico, Etelgito, esposa do ealdormano Etelfrido da Mércia.
Uma possível construção é que seu suposto avô Etelfrido fosse neto do rei Etelredo I através de seu filho Etelhelmo. Esta conexão real, de algum modo, explicaria o enorme prestígio de que gozavam os filhos de Etelfrido.
Supondo que a identificação de Etelvardo como irmão de Edgiva esteja correta, sua mãe foi Etelgifu, cuja companhia Eduíno desfrutou junto com sua filha enquanto escapava de sua coroação. Edgiva deixou um legado para uma Etelfleda, que era esposa de Etelvardo, ou sua cunhada.
Etelvardo foi pai de Etelmar, o Bravo, que foi ealdormano das províncias ocidentais até o fim do reinado de Etelredo II. Etelmar foi pai de Etelnodo, que se tornou Arcebispo da Cantuária em 1020, e mais tarde foi considerado como santo; e do Etelvardo, executado pelo rei Canuto em 1017. Etelmar também foi especulativamente identificado como Agelmar nomeado por João de Worcester como irmão de Edrico Estreona e pai de Vulfonodo Cildo, que foi pai de Goduíno de Wessex, e avô do rei Haroldo II, embora o cronista de Worcester faça deste Agelmar filho de Agelrico em vez de Etelvardo e o pedigree como um todo tem cronologia problemática.

## Trabalhos selecionados
Depois de 975, e provavelmente antes de 983, Etelvardo escreveu sua Crônica, uma tradução em latim de uma versão perdida da Crônica anglo-saxã, incluindo material não encontrado nas versões sobreviventes em inglês antigo. Etelvardo escreveu seu trabalho a pedido de sua parente Matilde, abadessa da Abadia de Essen, Alemanha e neta do imperador Otão I e Edite de Wessex, para ajudá-la no dever de manter a lembrança dos parentes mortos. O texto sobrevive apenas em uma única cópia agora na Biblioteca Britânica, que foi gravemente danificada pelo incêndio da Cotton Library em 1731, mas havia sido impresso por Henry Savile em 1596. Matilde provavelmente o recompensou com uma cópia da obra de Flávio Vegécio, De Re Militari, que foi escrita em Essen e que está na Inglaterra há muito tempo.
A Crônica foi composta no estilo hermenêutico quase universalmente adotado por estudiosos ingleses que escreviam em latim no século X. Michael Lapidge define como "um estilo cuja característica mais marcante é o desfile ostensivo de vocabulário incomum, muitas vezes muito misterioso e aparentemente aprendido". O historiador do século XII Guilherme de Malmesbury, escrevendo em uma época em que o estilo havia chegado a ser visto como bárbaro, descreveu-o como "... um personagem nobre e ilustre, que tentou organizar essas crônicas em latim e cuja intenção eu poderia aplaudir, se a língua dele não me repugnasse, seria melhor ficar calado".